# Delegação de Jigawa na Assembleia Nacional da Nigéria
A Delegação de Jigawa na Assembleia Nacional da Nigéria compreende três Senadores e onze Representantes.

## 6ª Assembleia (2007–2011)
A 6ª Assembleia Nacional (2007 -2011) foi inaugurada em 5 de Junho de 2007.
O Partido Democrático Popular (PDP) ganhou todos os assentos do Senado e Câmara.
Senadores representando Jigawa (estado) na 6ª Assembleia foram:
| Senador                  | Eleitorado | Partido |
| ------------------------ | ---------- | ------- |
| Abdulaziz Usman          | North East | PDP     |
| Ibrahim Saminu Turaki    | North West | PDP     |
| Mujitaba Mohammed Mallam | South West | PDP     |

Representantes na 6ª Assembleia foram:
| Representante             | Eleitorado                | Partido |
| ------------------------- | ------------------------- | ------- |
| Abba Anas Adamu           | Birniwa/Guri/Kiri-Kasamma | PDP     |
| Bashir Adamu              | Kazaure/Roni Gwiwa        | PDP     |
| Hussein Namadi Abdulkadir | Hadejia/Kafin Hausa       | PDP     |
| Ibrahim Chaicai           | Dutse/Kitawa              | PDP     |
| Ibrahim Garba             | Tankarkar/Gagarawa        | PDP     |
| Ibrahim Yusha’u Kanya     | Babura/Garki              | PDP     |
| Mustapha Khabeeb          | Jahun/Miga                | PDP     |
| Sabo Mohammed Nakudu      | Birnin-Kudu/Buji          | PDP     |
| Safiyanu Taura            | Ringim/Taura              | PDP     |
| Yusuf Saleh Dunari        | Mallam Madori/Kaugama     | PDP     |
| Yusuf Shitu Galambi       | Gwaram                    | PDP     |